# Richard Seff
 (août 2009).
Si vous disposez d'ouvrages ou d'articles de référence ou si vous connaissez des sites web de qualité traitant du thème abordé ici, merci de compléter l'article en donnant les références utiles à sa vérifiabilité et en les liant à la section « Notes et références ».
Richard Seff (né le 9 mai 1952 à Toulouse) est auteur-compositeur, écrivain et producteur de musique français. Administrateur de la Sacem depuis 2008 il en est le Vice Président depuis 2023. Richard Seff est également le fondateur de la société  Midiscom qu'il a dirigé jusqu'en 2021.

## Biographie

### Débuts
Richard Seff n’a que dix-sept ans quand, avec son frère Daniel Seff, il écrit ses premières chansons. En un été, tous deux composent sur le piano de leur grand-mère une douzaine de titres pour un projet d’album que Daniel doit interpréter. Par l’entremise d’un ami commun, Daniel Seff présente les maquettes à un autre Toulousain : Claude Nougaro. Celui-ci, séduit par les chansons, le recommande à son directeur artistique : Claude Dejacques qui vient de prendre en main le label Festival.

### Années 1970
Daniel Seff signe un contrat avec la maison de disques qui compte dans son « écurie » d’autres nouveaux talents prometteurs : Maxime Le Forestier, Yves Simon, Catherine Ribeiro, Gérard Lenorman… Ce dernier, qui est à la recherche de nouvelles chansons, demande aux frères Seff d’écrire pour lui.  Le premier simple, De toi sort chez CBS en 1972 et devient rapidement numéro un des « hits parades » de l’époque. Suivront d’autres succès : Le Petit Prince, Les Matins d’hiver, Les Jours heureux, Le Magicien, etc.
Durant cette période, Richard Seff écrit également pour Mike Brant (C'est ma prière, Qui pourra te dire), Joe Dassin (Un peu de paradis) Johnny Hallyday (Vivre), Claude François (Quand la pluie finira de tomber), entre autres. Il obtient en 1973 avec la chanson Aimer chantée par Anne Marie David le Grand Prix international du disque de l’Académie Charles-Cros.
En 1974, il rencontre Francis Cabrel dans un concours organisé par Sud Radio. Richard Seff, conquis par l’originalité des chansons et par la voix du jeune chanteur, décide de le produire. Pendant deux ans, Francis Cabrel qui travaille alors comme magasinier à Agen, passe les week-ends et ses jours de congé au studio Condorcet de Toulouse pour enregistrer les chansons de son premier album dans lequel figure Petite Marie qui sortira en 1977 chez CBS. À compter de cette date, Richard Seff va mener de front son activité d’auteur-compositeur et celle de producteur.  

### Années 1980 et 1990
Dans les années 1980, en plus de Francis Cabrel, il coécrit et produit les disques de Jean-Pierre Mader (les singles Disparue en 1984 et Macumba en 1985, ainsi que les albums Faux coupable en 1982, Micro climat en 1985, Outsider en 1986) et d’Images (Les Démons de minuit en 1986, L'Album d'Images en 1987 et Le Sens du rythme 1990). 
En 1989, il écrit avec son frère Daniel et réalise le premier single (Kennedy Boulevard) d’une jeune chanteuse belge, Axelle Red. Le disque se classe rapidement numéro 1 en Belgique. Ce sera le début d’une longue collaboration et de nombreux succès discographiques (Je t’attends, Elle danse seule, Le monde tourne mal, Bimbo à moi, etc.)
En 1991, Richard Seff participe à la réalisation du premier album de Fredericks Goldman Jones.
En 1994, il lance avec Francis Cabrel les Rencontres d’Astaffort qu’il animera jusqu’en 2001. C’est là qu’il remarque Vincent Baguian, dont il va réaliser deux albums (Pas mal en 1996, Mes chants en 2000) et composer la musique de Je ne t’aime pas, reprise en duo par Zazie.

### Années 2000 - présent
Pendant qu’il continue à écrire pour de nombreux artistes, tels que Michel Sardou (Le Livre du temps), Chimène Badi (Mot à mot), Patrick Fiori (C’est notre histoire) Elodie Frégé (Moins de toi), Elisa Tovati (Moi je t’aime pour rien), Richard Seff ajoute une corde à son arc, en publiant son premier roman La décadanse (titre emprunté à Serge Gainsbourg), inspiré par le déferlement de la téléréalité dans les médias et la fabrication en masse de stars interchangeables. Le roman est édité par Frédéric Beigbeder chez Flammarion en 2004. Il sera suivi de deux autres romans Une idée du bonheur  en 2007 et Les étoiles meurent aussi en 2009 aux éditions Le Marque page, puis de l'ouvrage illustré Esprit zen en 2016, ainsi que des préfaces des livres Mike Brant dans la lumière aux éditions Ipanema et Cabrel une vie en chanson aux éditions Hugo Doc.
Après avoir écrit 300 chansons s'étant écoulées en tout sur plus de 20 millions de disques, Richard Seff continue ses activités professionnelles. Engagé dans la défense des auteurs, il  est membre du conseil d'administration de la Sacem (de 2008 à 2015, et endepuis 2018) et son vice-président en 2020 et de 2023 à 2025. Vice-président du Centre d'écriture de la chanson Voix du Sud fondé par Francis Cabrel, il a été également président du Fonds pour la création musicale (FCM) de 2016 à 2020.
Enfin, Richard Seff est aussi chef d'entreprise. En 1993, il a créé Midiscom, une des premières sociétés françaises spécialisées dans le marketing sonore, mettant son expertise au service des marques pour réaliser leur identité musicale ou leur radio d'enseigne. Au cours des années, la société a diversifié son activité, notamment dans l'animation visuelle et la création d'identité olfactive. En 2021, date à laquelle Richard Seff quitte sa fonction de Président, il laisse une entreprise qui compte parmi les leaders du marketing sensoriel en France avec plus de 3000 clients. 
Richard Seff a été promu au grade de Chevalier dans l'Ordre des Arts et des Lettres en 2020

## Discographie

### Albums
- Parlons d'amour (1975) (RCA FPLI 007)
- Un homme (1979) (Polydor 2393 248)
- Lettre d'exil (1980) (Polydor 2473 117)